# جی. مایکل بیشاپ
جی. مایکل بیشاپ (انگلیسی: J. Michael Bishop؛ زاده ۲۲ فوریهٔ ۱۹۳۶) یک زیست‌شناس و ویروس‌شناسی اهل ایالات متحده آمریکا است.